# Reflektor (fotografie)

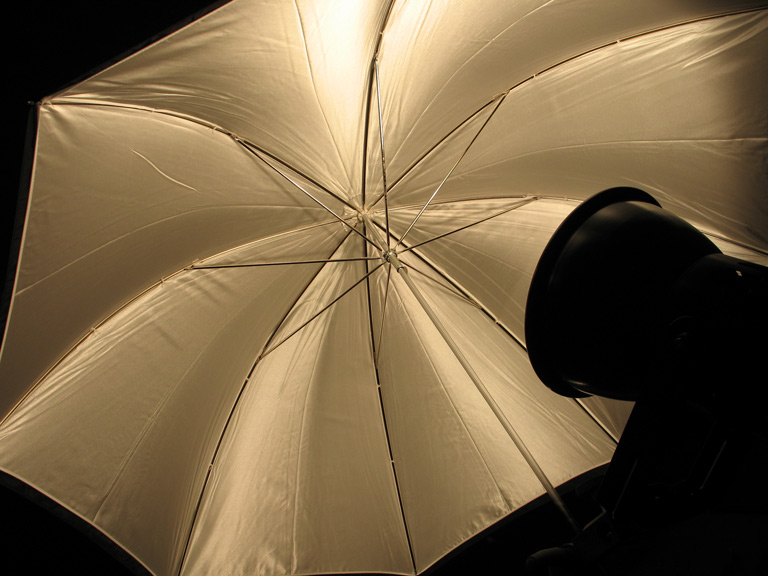
Tradiční reflektor s deštníkem, který se používá k rozptýlení světla z připevněné fotografické lampy

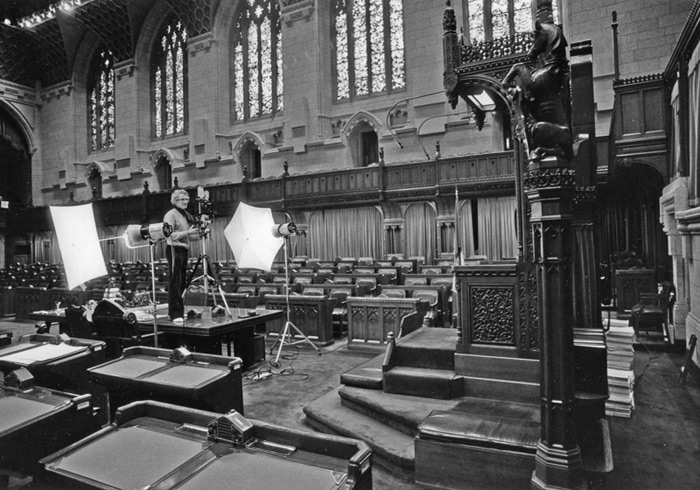
Hans Blohm fotografuje na velký formát v Kanadské Dolní sněmovně

Ve fotografii a kinematografii slouží reflektor s pomocí speciální odrazné plochy ke směrování světla na daný předmět nebo scénu. Pojem pochází z latinského reflecto = ohýbám nazpět, odrážím. Často se používá ve studiovém osvětlení.

## Druhy
Kromě některých vysoce specializovaných komponentů ve zvětšovacích přístrojích, projektorech, scannerech spadají fotografické reflektory do dvou hlavních skupin:

### Lampové reflektory

Princip reflektoru, ukazuje cestu světla od žárovky přes odraznou desku na osvětlenou scénu

V dnešních světlometech bývá zdrojem světla elektrická žárovka (např. halogenová) nebo výbojka. Další důležitou součástí světlometu je reflektor (odrazná deska), který zajišťuje koncentraci světla v požadovaném směru. Jde o duté zrcadlo, které je umístěné za světelným zdrojem a které odráží světelné paprsky šířící se jiným než požadovaným směrem. Pokud je třeba dosáhnout rovnoběžných paprsků, zrcadlo má tvar paraboly a světelný zdroj je umístěn v jeho ohnisku.
Faktor reflektoru je poměr osvětlení světlometu s reflektorem k osvětlení bez namontovaného reflektoru. Matný reflektor zpravidla má faktor kolem hodnoty 2, vzhledem ke svému většímu rozptylovému účinku, zatímco lesklé nebo kovové odrazky mohou mít koeficient až 6..
Velmi častým příkladem této techniky je tradiční deštníkový reflektor, zpravidla se zlatým, stříbrným nebo matným bílým interiérem, na který je namířena svítilna s kruhovým reflektorem a ve výsledku poskytuje široké a měkké osvětlení.

### Deskové reflektory

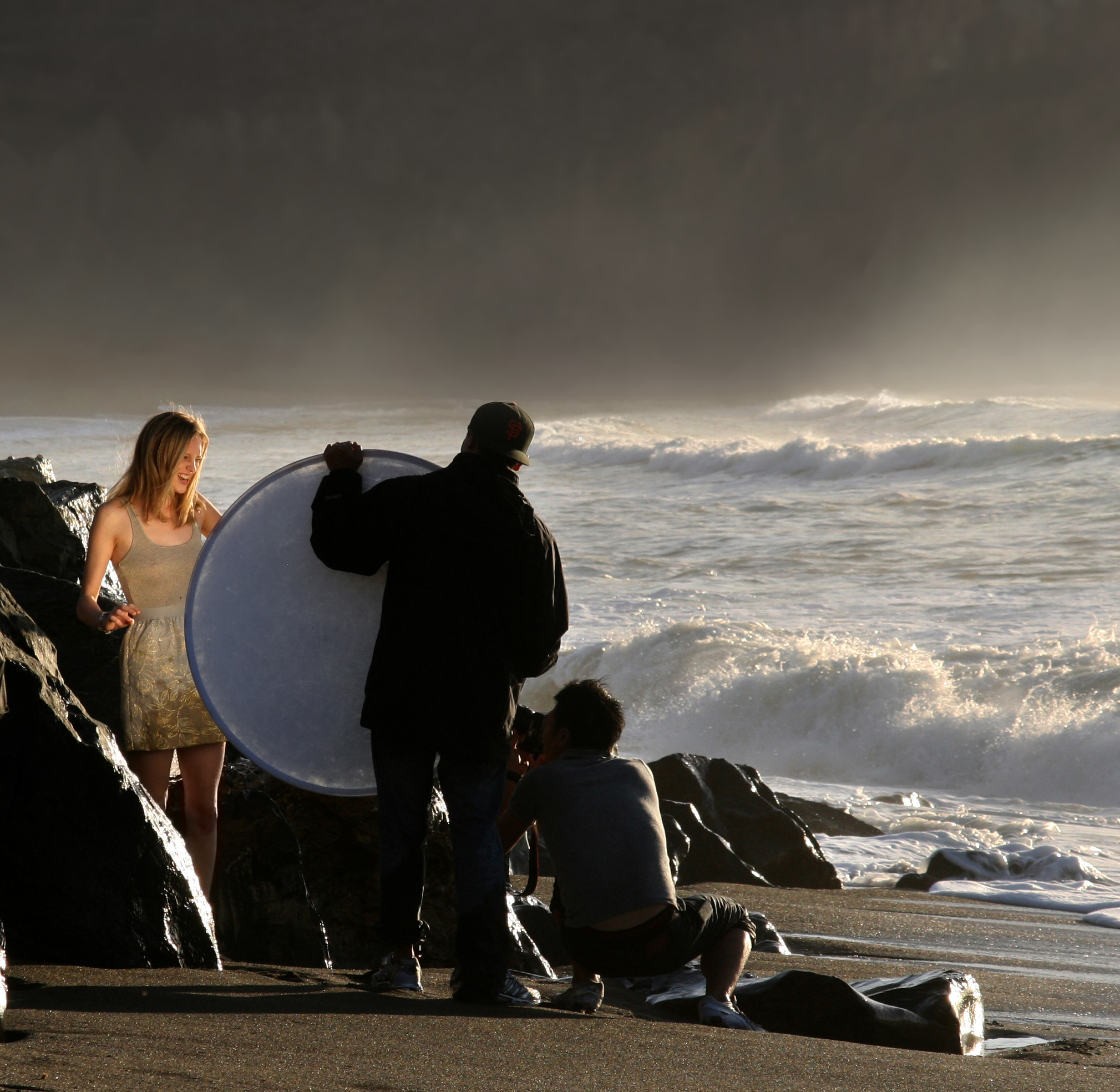
Přenosný skládací reflektor odráží sluneční světlo na modelku

Známé jako rovinné reflektory, „lívance (anglicky “„flats“) nebo odrazné desky. Tento typ reflektoru je umístěn nezávisle mimo zdroj světla, které se odráží od jeho povrchu, a to buď pro dosažení širšího světelného zdroje, pro kontrolu vržených stínů nebo obojí. Tento druh reflektoru má obecně velmi nízký faktor odrazu, který se značně liší v závislosti na povrchu a barvě.
Nejvíce se využívá pro kontrolu kontrastu při umělém i přírodním osvětlení, jako doplňkové (podpůrné) světlo (anglicky „fill light“) a jeho cílem je vykrývat stinné partie snímku. V tomto případě světlo se z hlavního světla odráží zpět do scény s různým stupněm přesnosti a intenzity v závislosti na zvolené odrazné ploše a jejím umístění ve vztahu ke scéně.
Reflektory mohou být také použity ke zvětšení velikosti hlavního světelného zdroje, kterému může (nebo nemusí) ponechat přímou cestu na scénu. Změnou vzdálenosti desky reflektoru od zdroje světla se mění efektivní velikost světla.